# Alan Maniezzo
Alan Maniezzo, né le 2 septembre 1984 à Rancharia, est un coureur cycliste brésilien.

## Palmarès et résultats

### Palmarès par année
- 2010
  - 3e du Tour du Paraná
- 2013
  - 3e du Tour de l'intérieur de São Paulo
  - 3e du championnat du Brésil sur route
- 2014
  - 1re étape du Tour de l'intérieur de São Paulo
- 2015
  - 1re étape de la Copa Rio de Ciclismo
- 2016
  - Desafio Serra do Tepequém
  - Corrida Ciclística de João
  - 3e du Tour du Rio Grande do Sul
- 2017
  - 3e étape de la Rutas de América
  - Subida Morro da Cruz
  - Taça Cidade de Vitória
- 2019
  - Troféu Rei da Montanha
  - 2e du Circuito Boa Vista
- 2021
  - Gran Cup Brasil
- 2022
  - Grande Prémio Guaratinguetá
- 2023
  - 6e étape de la Volta de Goiás
  - Tour de l'intérieur de São Paulo
- 2024
  - Circuito Montanhês

### Classements mondiaux
| Année            | 2010 | 2011 | 2012 | 2013 | 2014 | 2015 | 2016 | 2017 | 2018 |
| ---------------- | ---- | ---- | ---- | ---- | ---- | ---- | ---- | ---- | ---- |
| UCI America Tour | 113e | 385e | 393e | 154e | 251e |      | 162e |      | 108e |